# Love Express (2011)
Love Express ist eine 2011 produzierte Hindi-Romanticcomedy. Regie führte Sunny Bhambhani und produziert wurde sie von Subhash Ghai. Veröffentlicht wurde der Film am 18. Juli 2011.

## Handlung
Love Express erzählt die Geschichte von zwei Punjabifamilien, die sich seit mehr als 30 Jahren kennen. Während einer Zugreise soll eine Hochzeit zwischen den beiden Erstgeborenen stattfinden. Braut Ashmeet und Bräutigam Karnav sind sich anfangs nicht sympathisch und wollen die Heirat absagen. Später verlieben sich die beiden aber ineinander.